# Klaragyl, Skåne
Klaragyl är en sjö i Osby kommun i Skåne och ingår i Skräbeåns huvudavrinningsområde.